# Siemens ES 2007
De Siemens ES 2007 is een familie van locomotieven gebouwd door Siemens. Het is een verdere ontwikkeling van het EuroSprinter-platform en is de voorloper van de Vectron. Er zijn zowel elektrische als dieselaangedreven varianten gebouwd.

## Bestellingen

### Elektrische Locomotieven

#### Serie ES46B1-A: Comboios de Portugal CP-Serie 4700

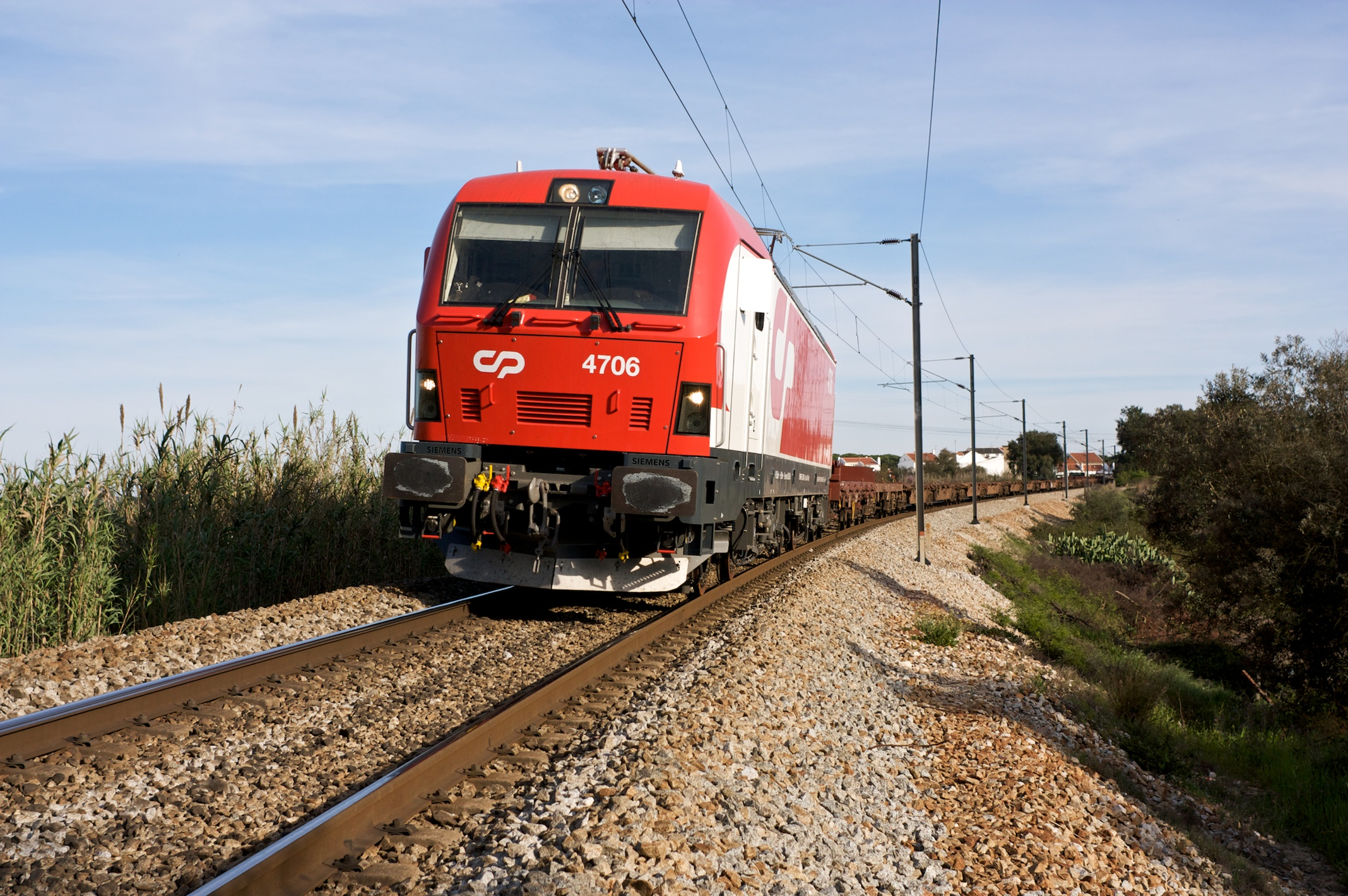
CP 4700

De eerste 15 locomotieven van deze locomotieffamilie komen uit een bestelling van januari 2006 door de Portugese Staatsspoorwegen. Het gaat om machines met een vermogen van 4 600 kW en een maximumsnelheid van 140 km/h. Een optie van 10 locomotieven is op 13 juli 2007 ingelost.

#### Serie ES64U4-H: NMBS HLE 18

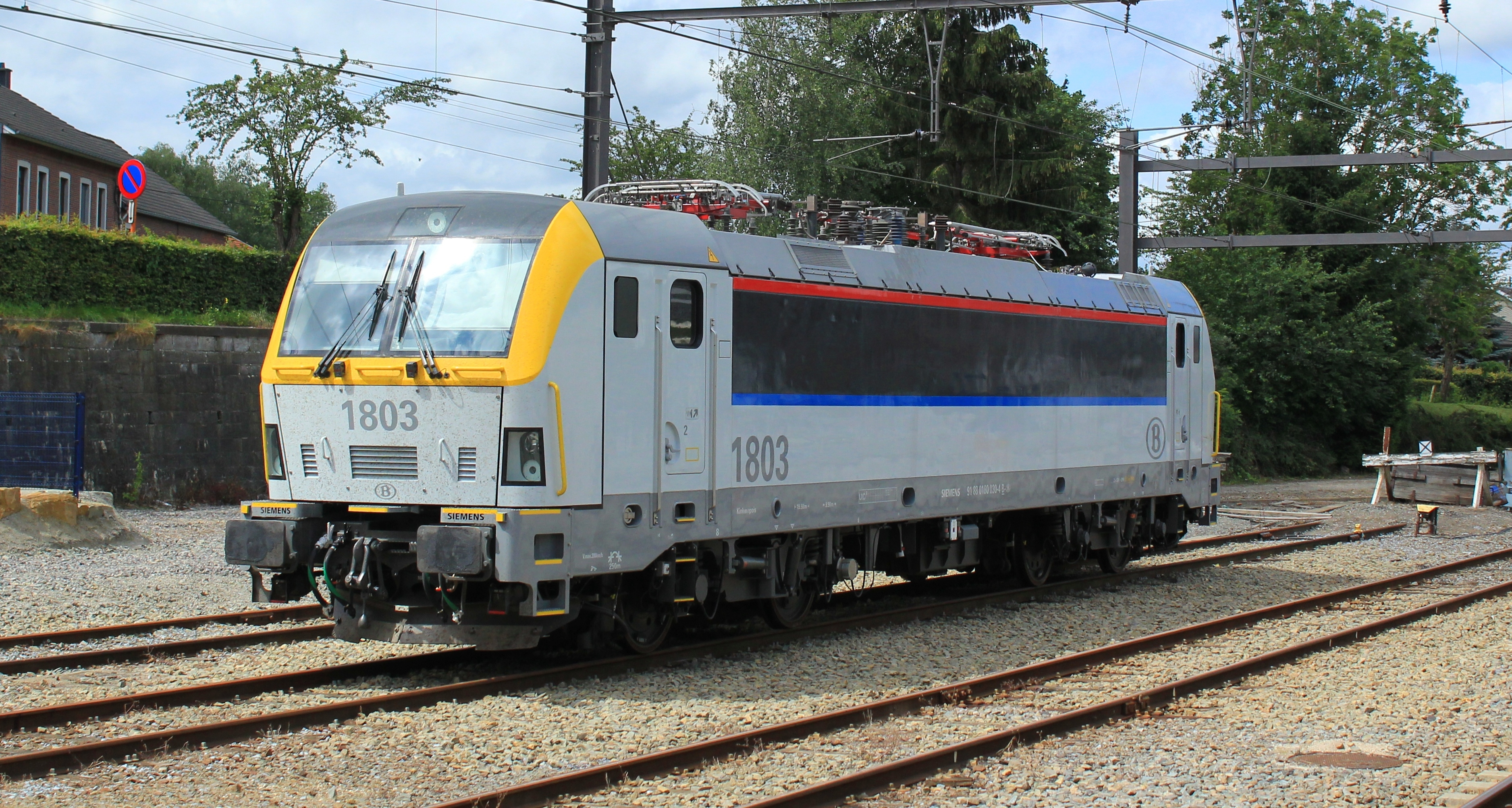
HLE 1803

De NMBS heeft 120 elektrische locomotieven uit deze locomotieffamilie. De machines hebben een maximumvermogen van 6.000 kW, een maximumsnelheid van 200 km/h en zijn geschikt voor een bovenleidingsspanning van 1.500 en 3.000 V gelijkspanning en 25 kV 50 Hz wisselspanning. Ze hebben de benodigde Treinbeinvloedingssystemen om in Frankrijk (KVB), België (TBL 1, TBL 1+ en TBL 2) en Luxemburg (MEMOR en ERTMS niveau 1) te worden ingezet.

### Diesellocomotieven

#### Serie ER20CF: Lietuvos Geležinkeliai (LG) DE 20

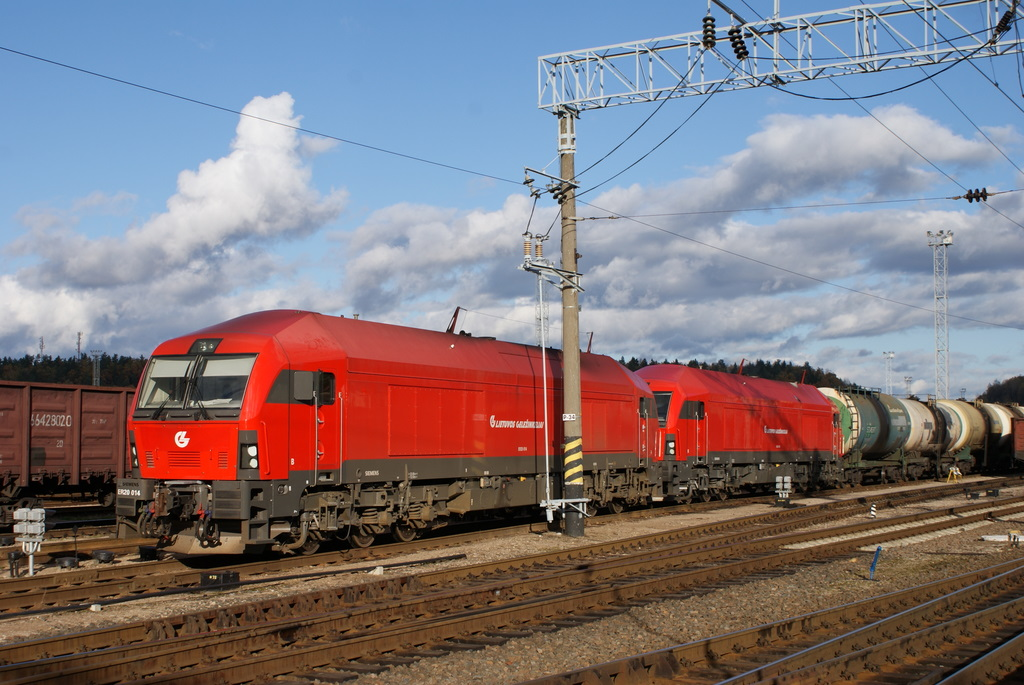
ER 20 CF

De Litouwse Spoorwegen (LG) hebben in juli 2005 een serie van vierendertig 6-assige breedsporige diesellocomotieven besteld. Ze hebben een vermogen van 2.000 kW en een maximumsnelheid van 120 km/h. Intussen werd een optie van tien diesellocomotieven uitgevoerd.

## Weblinks
- LE 4700 en HLE 18